# Kościół św. Franciszka z Asyżu w Gdańsku
Kościół świętego Franciszka z Asyżu w Gdańsku – zabytkowy rzymskokatolicki kościół parafialny znajdujący się na gdańskim osiedlu Emaus (dzielnica Siedlce). Należy do dekanatu Gdańsk-Siedlce archidiecezji gdańskiej.

## Historia

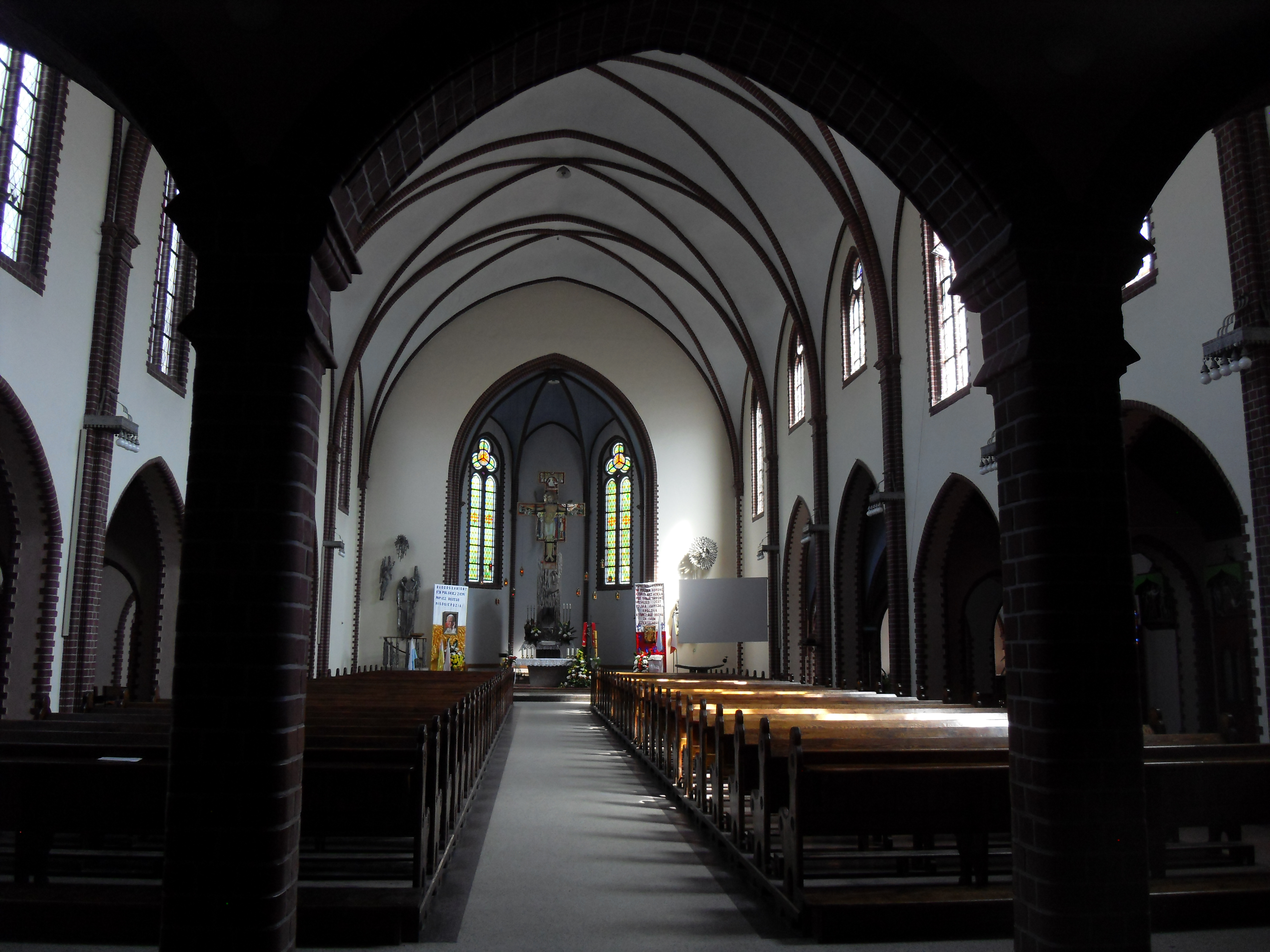
Wnętrze kościoła

W 1892 roku został założony komitet budowy świątyni. W latach 1904–1906 został wzniesiony kościół (cegielnia w Kadynach) według projektu Augusta Menkena. W dniu 4 grudnia 1906 roku budowla została konsekrowana przez biskupa chełmińskiego Augustyna Rosentretera.
W 1942 roku zostały zarekwirowane przez władze niemieckie dwa najmniejsze dzwony. W 1945 roku, w czasie działań wojennych zostały zniszczone: wieża, zegar, dach, sklepienie, trzy ołtarze, witraże, organy o 32 głosach, część murów, instalacja grzewcza oraz kanalizacja burzowa. W latach 1946–1948 budowla została częściowo odbudowana i w dniu 28 marca 1948 roku została ponownie poświęcona przez administratora apostolskiego, księdza Andrzeja Wronkę. W latach 1965–1975 został przeprowadzony generalny remont dachu, instalacji grzewczej, kanalizacji burzowej, organów, zostały wprawione okna oraz zmieniono wystrój prezbiterium, czyli: główny ołtarz, tabernakulum, figurę Chrystusa, ambonę i chrzcielnicę. Prezbiterium i okna zostały projektowane przez inżyniera Kazimierza Macura, natomiast wystrój plastyczny zostały zaprojektowany i wykonany przez mgr Elżbietę Szczodrowską-Pelplińską i mgr Ryszarda Pelplińskiego. W 1981 roku kościół został podłączony do elektrociepłowni miejskiej. W dniu 3 maja 1982 roku została poświęcona kaplica Matki Bożej Nieustającej Pomocy, zaprojektowana przez gdańskiego inżyniera Mieczysława Różyckiego. Ten sam inżynier zaprojektował kaplicę św. Franciszka z Asyżu, poświęconą w dniu 4 października 1985 roku. W latach 1984–1985 warszawska firma Tadeusza Łukasiewicza przeprowadziła remont kapitalny organów. W 1986 roku została założona na świątyni nowa instalacja odgromowa. W tym samym roku została wyremontowana zakrystia. W 1987 roku została założona nowa instalacja elektryczna, a także wymalowano kościół. W 1989 roku zostały odnowione stacje Drogi Krzyżowej według projektu wspomnianego wyżej Mieczysława Różyckiego. W 1990 roku został poświęcony obraz Miłosierdzia Bożego, zaprojektowany i namalowany przez tegoż inżyniera.

## Galeria

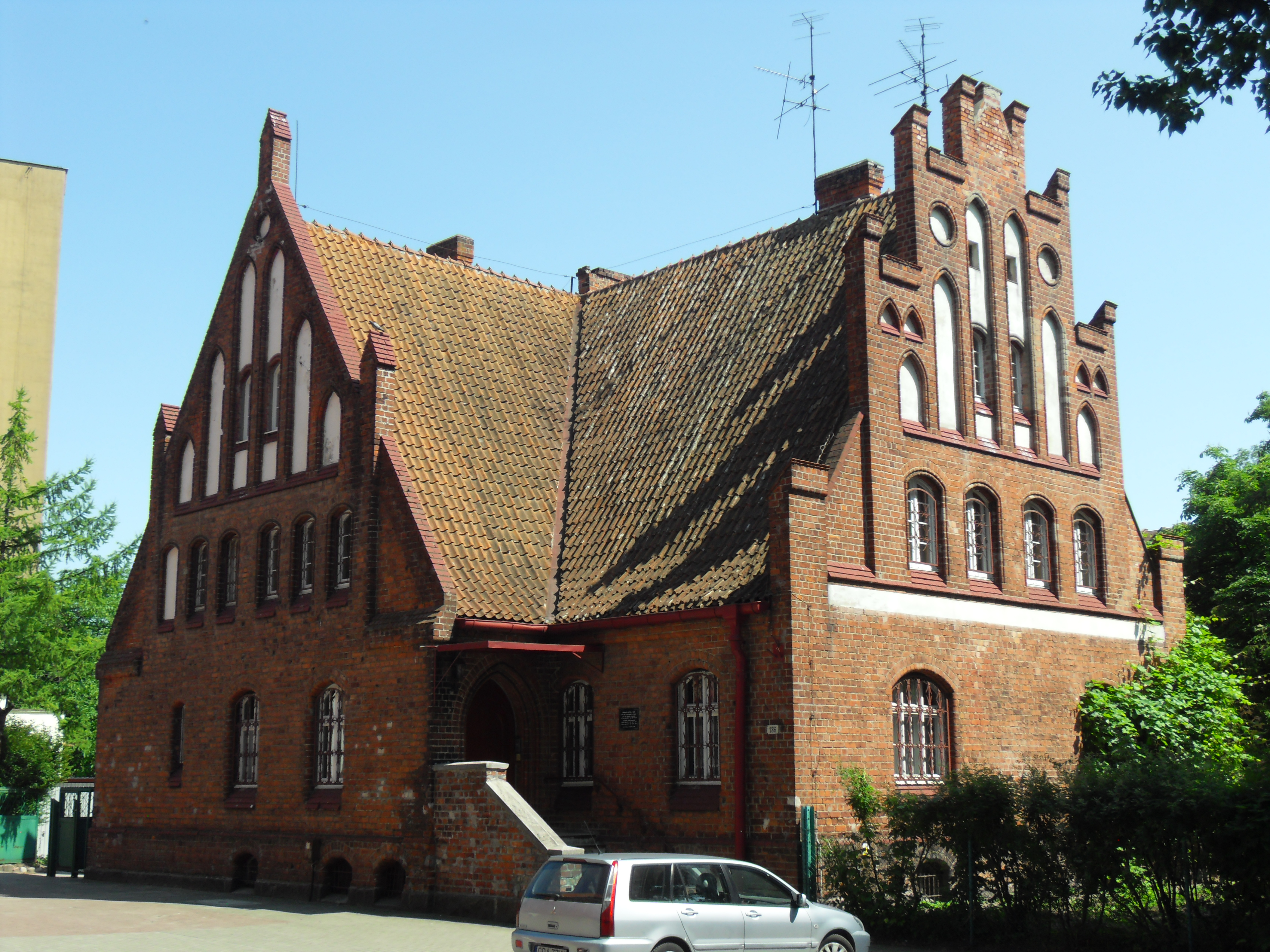
Plebania
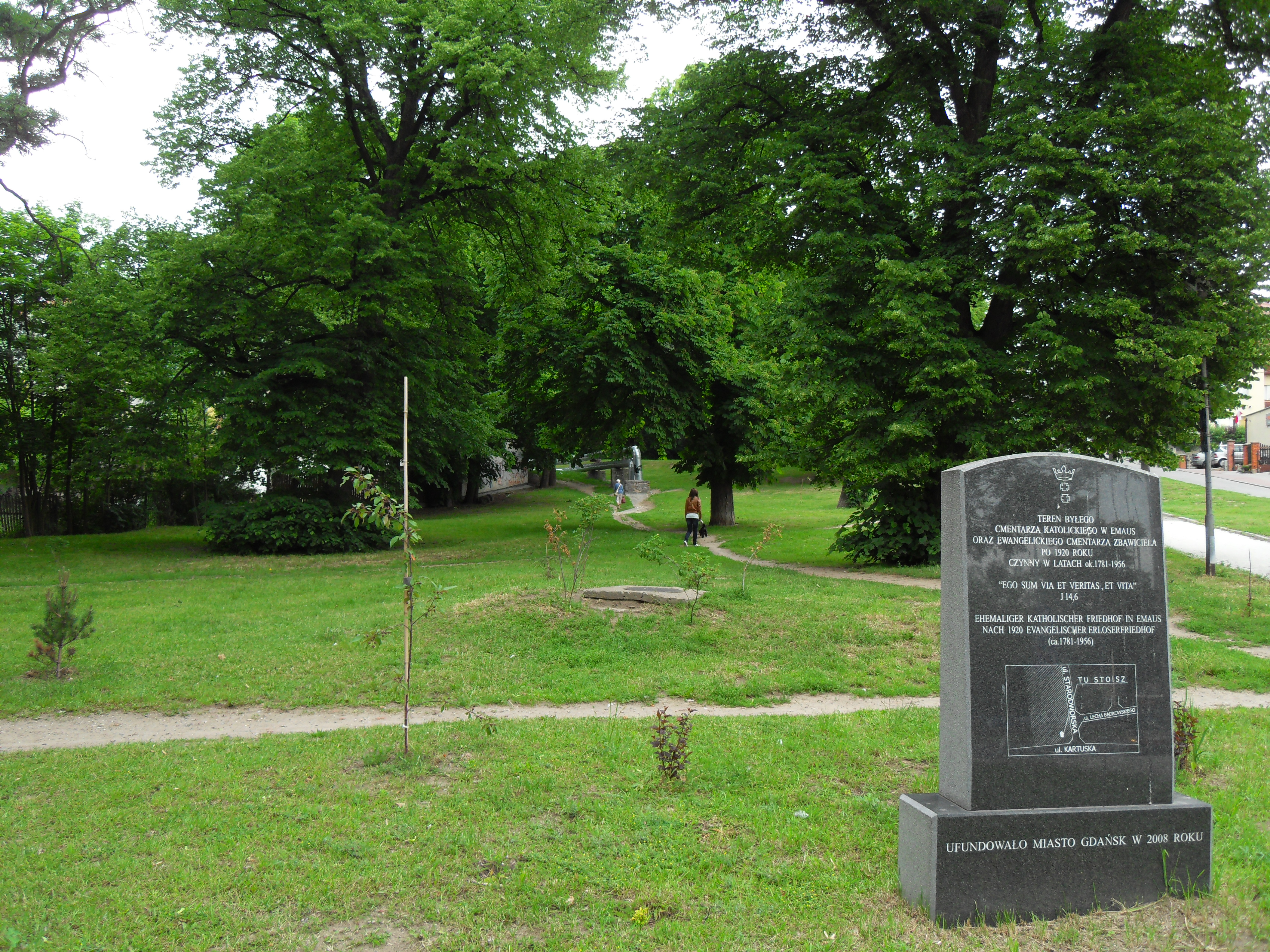
Dawny cmentarz katolicki w Emaus przy ul. Kartuskiej, następnie cmentarz ewangelicki, czynny w latach ok. 1781-1956
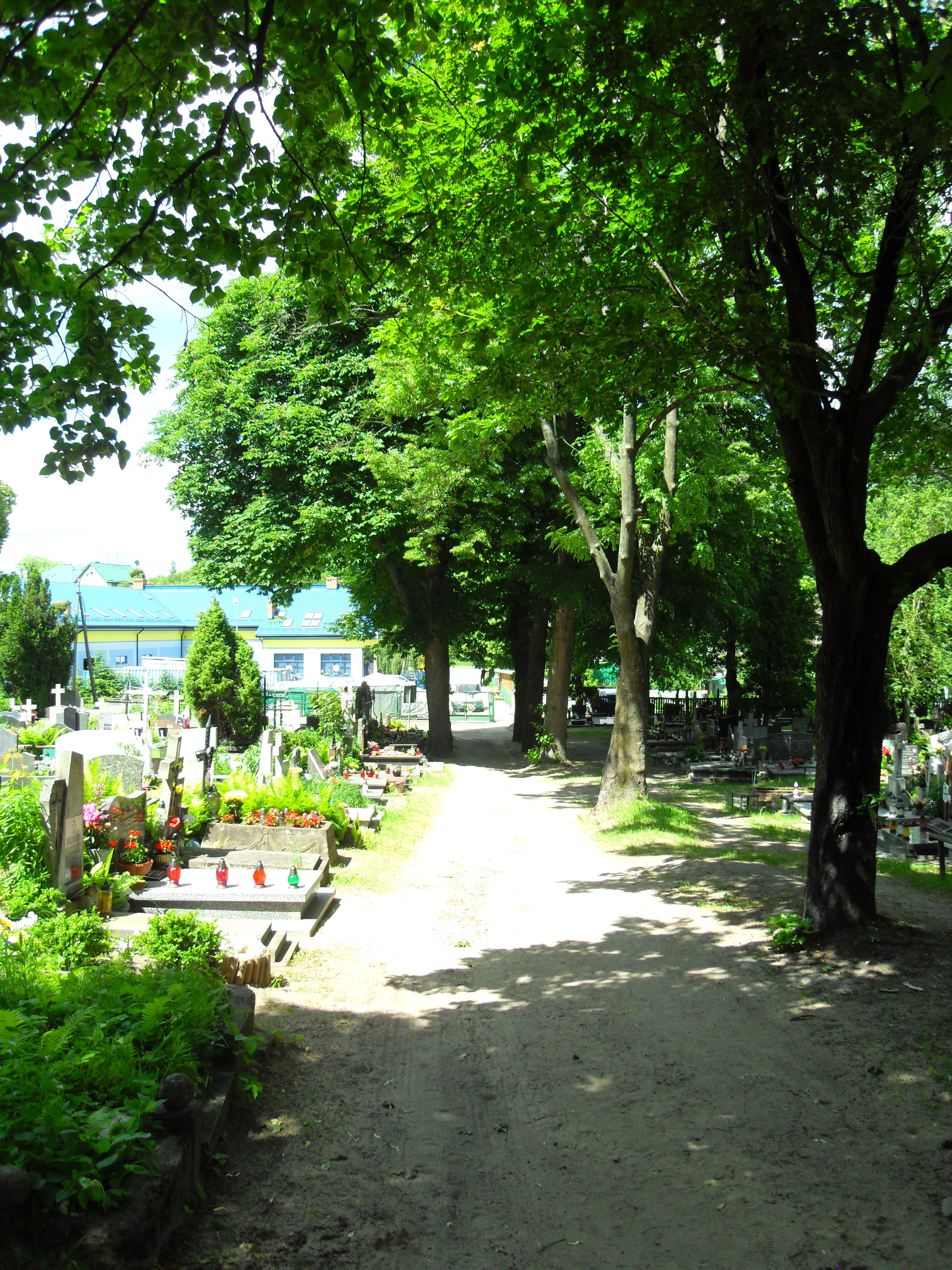
Cmentarz katolicki św. Franciszka w Krzyżownikach, założony ok. 1900 roku, obecnie połączony z cmentarzem Łostowickim